# Chalciope triangulum
Chalciope triangulum là một loài bướm đêm trong họ Noctuidae.